# Walbourg
Walbourg è un comune francese di 1 100 abitanti situato nel dipartimento del Basso Reno nella regione del Grand Est.

## Società

### Evoluzione demografica
Abitanti censiti